# Кім Мьон Гіл
Кім Мьон Гіл (кор. 김명길, 金敏吉; народився 16 жовтня 1984; Пхеньян, КНДР) — північнокорейський футболіст, воротар клубу «Амроккан» та національної збірної Корейської Народно-Демократичної Республіки.

## Досягнення
- Чемпіон КНДР: 2006
- віце-чемпіон КНДР: 2007, 2009
- Володар Кубка виклику АФК: 2012